# مرمدة

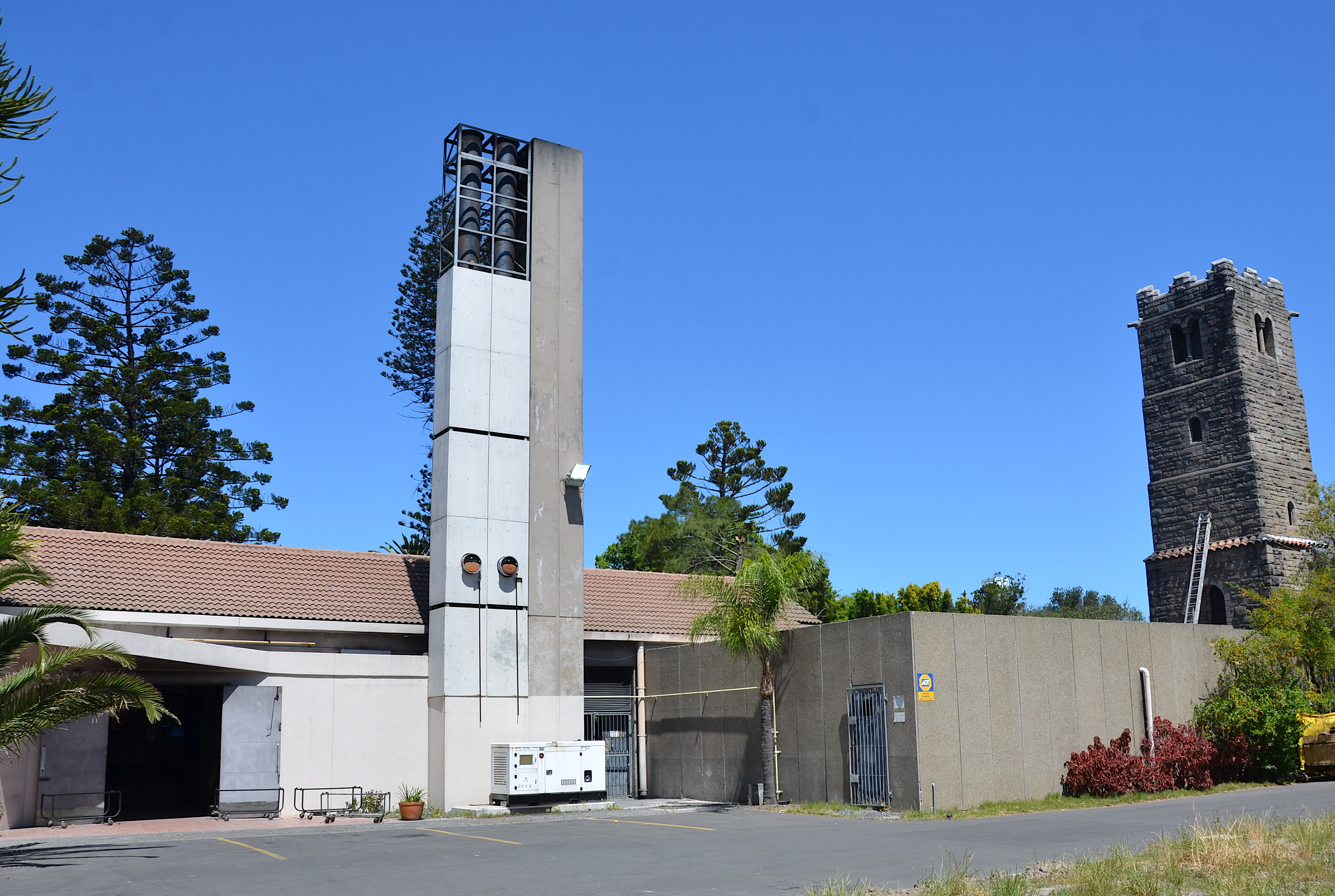
مرمدة في جنوب إفريقية

المَرْمَدة هي مكان ترميد الموتى. تحتوي المرامد الحديث على محرقة جثث واحدة على الأقل وهي فرن مبني لهذا الغرض. قد المرمدة محرقة الجثث مكانًا لحرق الجثث في الهواء الطلق. تحتوي المرامد على مرافق لأداء مراسم الجنائزية في بلدان عديدة مثل المصلى الكنسي. تتضمن بعض محارق الجثث أيضًا كُلُمبَريُم مكانًا لدفن رماد الجثث.